# Paraethecerus elongatus
Paraethecerus elongatus là một loài tò vò trong họ Ichneumonidae.